# Lac Akonapwehikan
Lac Akonapwehikan är en sjö i Kanada.   Den ligger i regionen Laurentides och provinsen Québec, i den sydöstra delen av landet, 250 km norr om huvudstaden Ottawa. Lac Akonapwehikan ligger 430 meter över havet. Arean är 0,76 kvadratkilometer. Den sträcker sig 1,4 kilometer i nord-sydlig riktning, och 1,8 kilometer i öst-västlig riktning.
I omgivningarna runt Lac Akonapwehikan växer i huvudsak blandskog. Trakten runt Lac Akonapwehikan är nära nog obefolkad, med mindre än två invånare per kvadratkilometer.